# IC 4844
IC 4844 је спирална галаксија у сазвјежђу Телескоп која се налази на листи објеката дубоког неба у Индекс каталогу.
Деклинација објекта је - 56° 1' 37" а ректасцензија 19h 19m 2,7s. Привидна величина (магнитуда) објекта IC 4844 износи 13,2 а фотографска магнитуда 14,0. Налази се на удаљености од 47,787 милиона парсека од Сунца. IC 4844 је још познат и под ознакама ESO 184-54, PGC 63056.